# Varroa
Die Gattung Varroa umfasst parasitisch auf Honigbienen lebende Milben aus der Familie Varroidae.

## Namensherkunft
Die Gattung ist nach dem römischen Gelehrten Marcus Terentius Varro (116–27 v. Chr.) benannt, der Schriften über die Landwirtschaft verfasste, lehrte und Bienen züchtete.

## Lebenszyklus und Entwicklung
Die Gattung ist in allen Lebensstadien parasitisch und kommt niemals frei lebend, sondern ausschließlich im Inneren von Bienenstöcken, oder auf Honigbienen, vor.

## Verwechselungen
Die Milben Varroa destructor wurden vor dem Jahr 2000 der bereits länger bekannten Art Varroa jacobsoni Oudemans, 1904 zugerechnet. Betroffen ist die Literatur zwischen 1952 und 2000.

## Lebensraum
Milben der Gattung Varroa wurden erstmals 1904 auf Java entdeckt.
Der ursprüngliche Wirt der Gattung Varroa ist die Östliche Honigbiene (Apis cerana).
Die Ausbreitung war dadurch auf das tropische Ostasien und Südostasien beschränkt, zwischen Nepal und dem Pazifik.
Nach dem Übergang auf die westliche Honigbiene, Apis mellifera, die in der Heimat von Apis cerana zeitweise in Kultur gehalten wurde, konnte sich die Varroamilbe Varroa destructor invasiv ausbreiten.
Durch molekulargenetische Untersuchungen von Varroamilben wurden unterschiedliche Stammlinien der Arten Varroa jacobsoni und Varroa destructor identifiziert, die verschiedene Teile ihres natürlichen Verbreitungsgebiets besiedeln. Nur zwei dieser Typen sind auf Apis mellifera übergegangen, von denen nur einer (der sog. koreanische Haplotyp) weltweit verschleppt worden ist. Die weltweit verbreiteten Milben sind, im Gegensatz zu denjenigen ihrer Ursprungsheimat, genetisch so uniform, dass sie als Klone betrachtet werden können.
Heute ist Varroa destructor mit Ausnahme von Australien, wenigen Inseln und der Antarktis
weltweit verbreitet. Die Art ist vor allem durch den Versand von Bienenvölkern und Königinnen verschleppt worden. Der erste Nachweis von der russischen Pazifikküste stammt von 1952, aus Japan von 1958. In Europa wurde sie zuerst 1967 in Bulgarien gefunden. In Deutschland wurden die ersten Varroamilben 1976 durch Forscher des Instituts für Bienenkunde in Oberursel eingeschleppt.
Die Art Varroa destructor wurde im Jahr 2000 als neues Taxon eingeführt. Sie entstand durch die Abtrennung der für die Honigbiene Apis mellifera gefährliche Milben-Varianten aus der Art Varroa jacobsoni. Die Unterscheidung der beiden Arten erfolgt seitdem durch Genanalyse. Die Literatur zwischen 1952 und 2000 ist somit in diesem Punkt ungenau.
Ein erneuter erfolgreicher Übergang von Milben der Gattung Varroa auf die Wirtsart Apis mellifera wird seit 2016 bei mehreren Stämmen der auf der Insel Papua-Neuguinea beheimateten Milben-Varianten der Art Varroa jacobsoni beobachtet, die sich noch im Stress der Anpassungsphase auf den neuen Wirt befinden.

## Erkrankungen
In Südostasien schädigen sie die Kolonien von Apis cerana kaum bis wenig. Gefährlich für die Population von Apis mellifera ist zurzeit nur ein Haplotyp der Art Varroa destructor. Die Milben können auch Viren übertragen, beispielsweise BQCV oder DWV.

## Artenliste
Die Gattung Varroa enthält folgende Arten:
- Varroa destructor Anderson & Trueman, 2000[5]; Parasitiert Apis cerana u. Apis mellifera (seit 1952)
- Varroa jacobsoni Oudemans, 1904[13][14]; Parasitiert Apis cerana u. Apis mellifera (seit 2016)
- Varroa rindereri de Guzman & Delfinado-Baker, 1996[15]
- Varroa sinhai (Delfinado & Baker, 1974)[16]
- Varroa underwoodi Delfinado-Baker & Aggarwal, 1987; Parasitiert Apis nigrocincta und Apis cerana nuluensis
- Varroa wongsirii (Lekprayoon & Tangkanasing, 1991)[17]